# Euchone
Euchone är ett släkte av ringmaskar som beskrevs av Anders Johan Malmgren 1866. Enligt Catalogue of Life ingår Euchone i familjen Sabellidae, men enligt Dyntaxa är tillhörigheten istället familjen Sabellariidae.

## Dottertaxa tillEuchone, i alfabetisk ordning[1][2]
- Euchone alicaudata
- Euchone analis
- Euchone arenae
- Euchone bansei
- Euchone capensis
- Euchone cochranae
- Euchone derjugini
- Euchone elegans
- Euchone eniwetokensis
- Euchone hancocki
- Euchone heteroseta
- Euchone incolor
- Euchone lawrencii
- Euchone limicola
- Euchone limnicola
- Euchone longifissurata
- Euchone magna
- Euchone olegi
- Euchone pallida
- Euchone papillosa
- Euchone purpurea
- Euchone quadrisegmenta
- Euchone rosea
- Euchone rubrocincta
- Euchone scotiarum
- Euchone southerni
- Euchone tuberculosa
- Euchone undulocincta
- Euchone variabilis
- Euchone velifera